# Trolleybus van Innsbruck
De trolleybus van Innsbruck is een voormalige trolleybusexploitatie in de Oostenrijkse stad Innsbruck. In de loop van de jaren hebben er twee exploitaties bestaan. Een eerste bedrijf deed dienst van 8 april 1944 tot 29 februari 1976, het tweede van 17 december 1988 tot 25 februari 2007. In beide gevallen vormde de trolleybus een aanvulling op de tram van Innsbruck. Tram, trolleybus en stadsbus werden en worden nog steeds uitgebaat door de Innsbrucker Verkehrsbetriebe (IVB).

## Eerste bedrijf (1944 - 1976)

### Geschiedenis
Omdat de busexploitatie tijdens de Tweede Wereldoorlog door een gebrek aan brandstof sterk beperkt werd, besloot men in 1940 tot de aanleg van drie trolleybuslijnen. Vanaf 1942 werden de bovenleidingen gemonteerd. Vermoedelijk omwille van een gebrek aan materiaal, werden de oorspronkelijke plannen bijgesteld. Op 8 april 1944 opende lijn C van Arzl naar Wiltenberg, op 26 juni gevolgd door lijn A van Marktgraben naar Hotting en op 9 augustus door lijn B van Hötting naar Pradl via de Bozner Platz. Door luchtaanvallen werden de bovenleidingen telkens weer beschadigd waardoor het verkeer onderbroken werd. In de eerste jaren na de oorlog leed de trolleybusexploitatie onder een gebrek aan banden en elektriciteit. De lijnvoering werd vooral in de binnenstad meermaals gewijzigd. Vanaf 1949 reed lijn A via het station, dat oorspronkelijk voorzien was als beginpunt van alle trolleybuslijnen. Tijdens de oorlog en als gevolg van bomschade vond dit plan geen doorgang. In 1963 besliste men om de trolleybus omwille van de als storend ervaren bovenleidingen, te laten uitdoven. Op 30 juni 1969 werd lijn B omgevormd tot busexploitatie, op 17 april 1971 gevolgd door lijn C en op 29 februari 1976 door lijn A. Naast de algemene trend tot opheffing van bovenleidingsgebonden vervoermiddelen, zou de aanpassing van het trolleybusnet aan nieuw ingevoerde eenrichtingstraten te veel gekost hebben.
| Lijn A | Station - Markt - keerlus Hötting | 26 juni 1944 tot 29 februari 1976 |
| Lijn B | Pradl - Bozner Platz - Hötting    | 9 augustus 1944 tot 30 juni 1969  |
| Lijn C | Arzl - centrum - Wiltenberg       | 8 april 1944 tot 17 april 1971    |

Een overzicht van de gewijzigde lijnvoering in de binnenstad, geeft volgende bovenleidingsplannen:

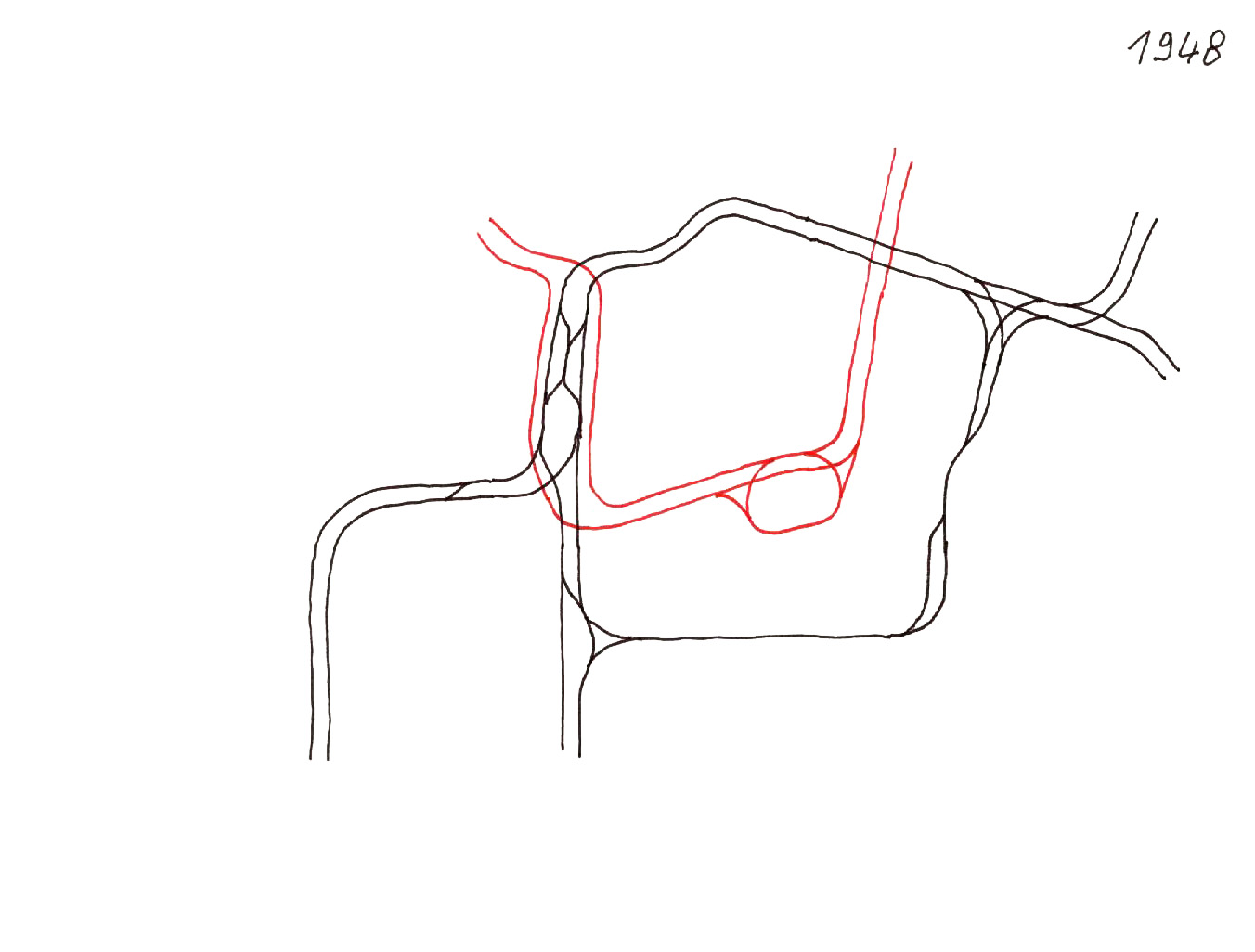
Stand 1948
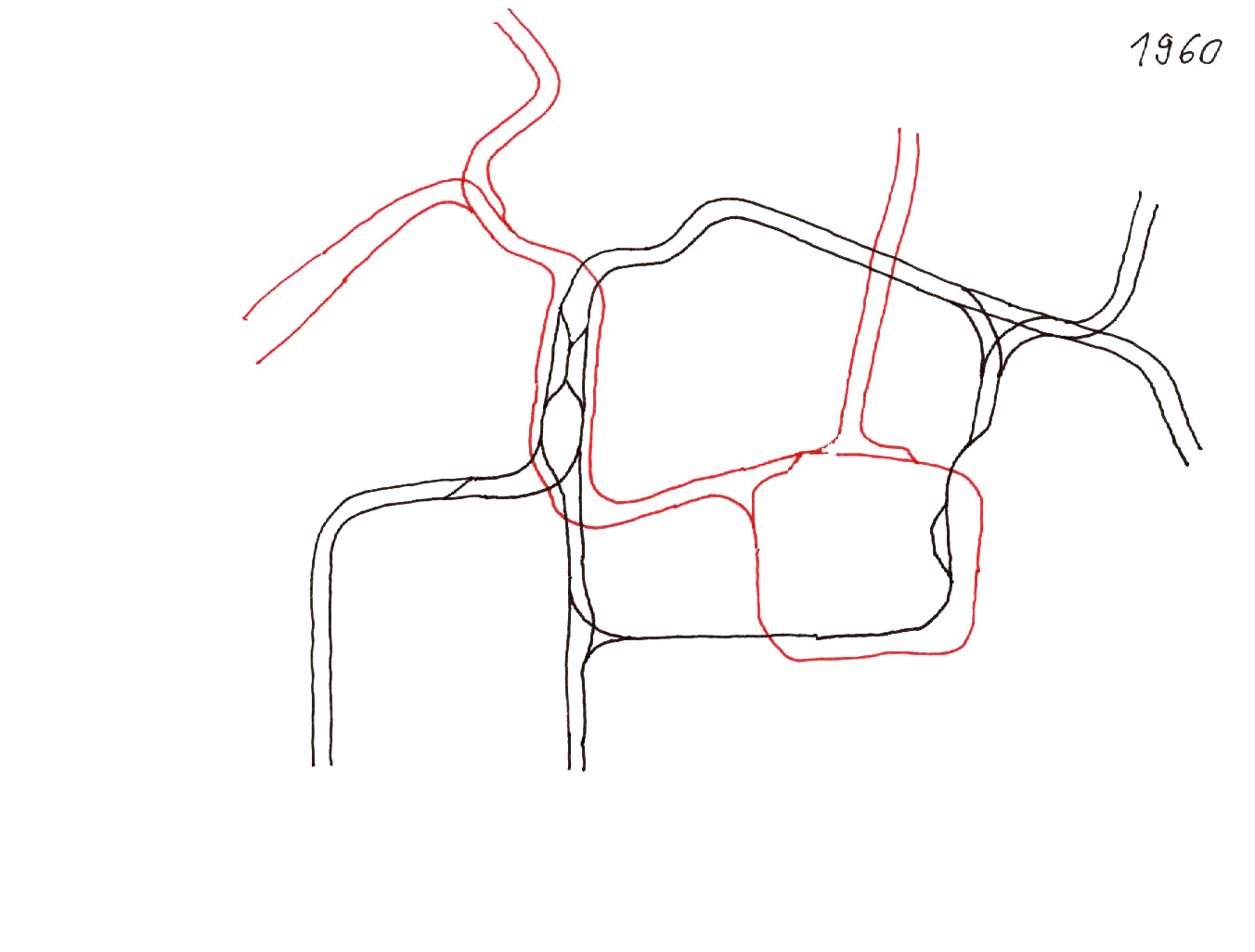
Stand 1960
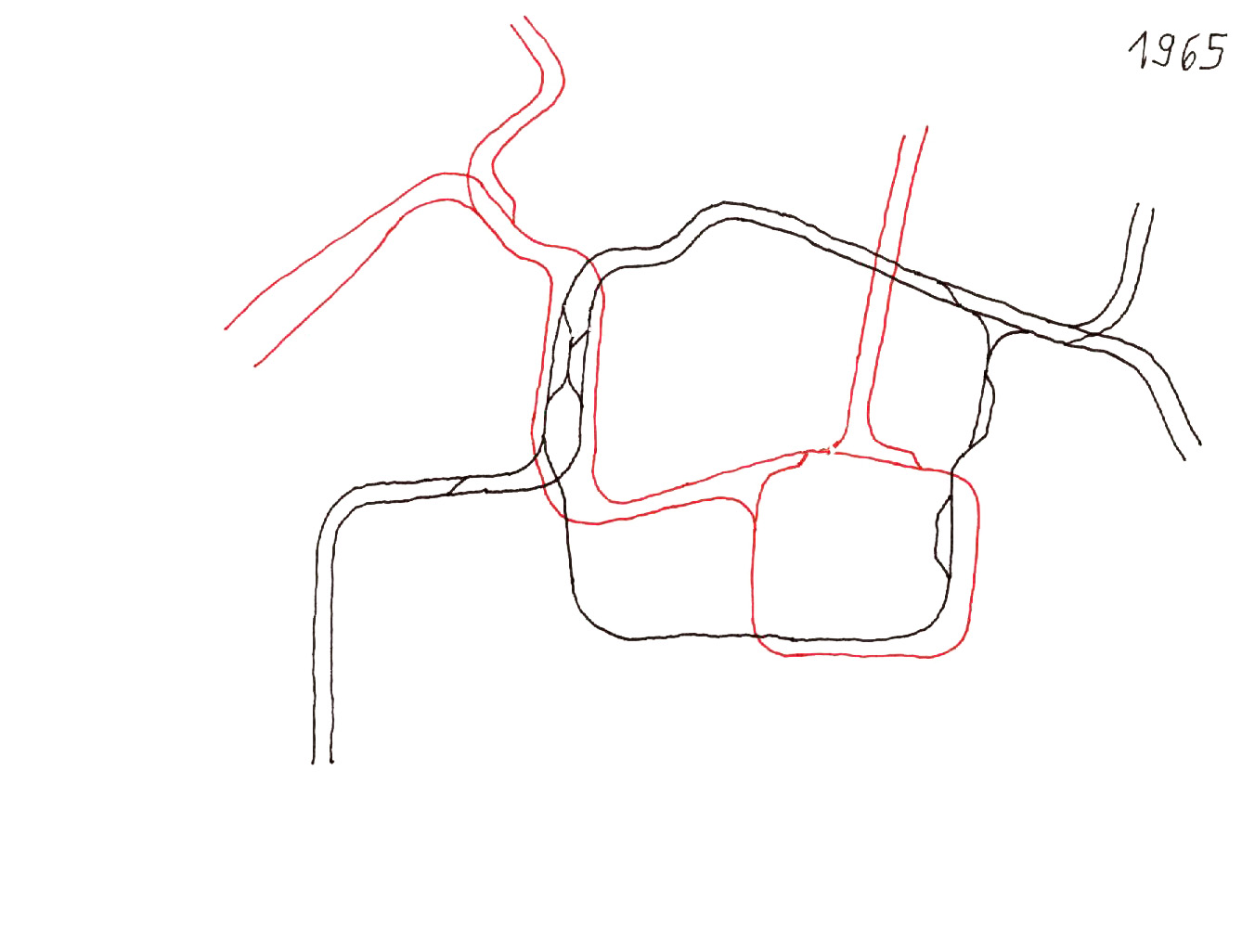
Stand 1965
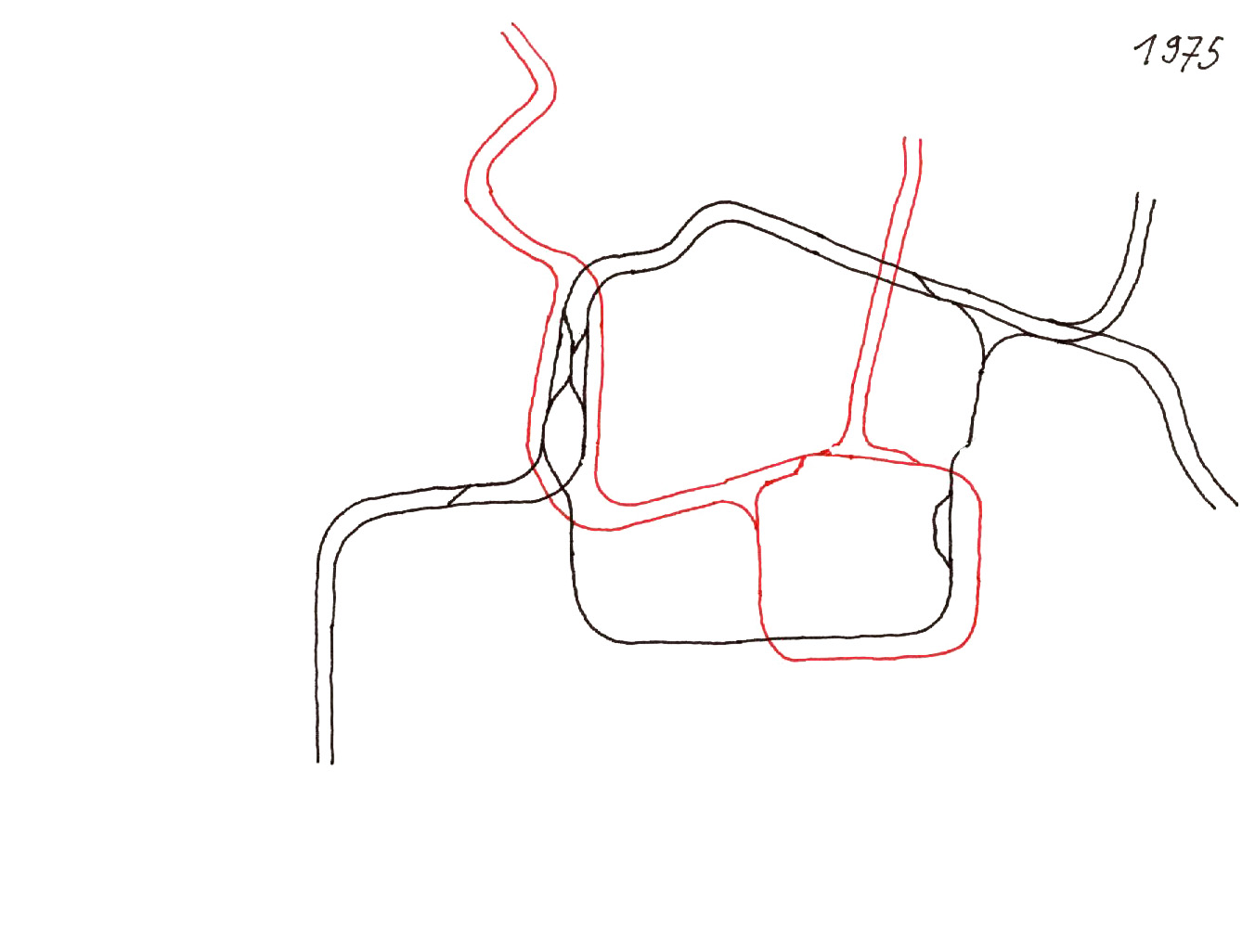
Stand 1975

### Voertuigen
In 1941 werden 18 trolleybussen besteld: zij werden gebouwd op een chassis van Henschel, met een carrosserie van Kässbohrer en elektrisch uitgerust door AEG. Met een lengte van 9m, kon een bus 45 reizigers vervoeren. Omdat zij niet geleverd konden worden, kreeg Innsbruck in 1943 tweedehandsvoertuigen uit het bezette Italië. De eerste lading telde vijf Breda-trolleybussen uit Rome (voertuignummers 10 tot 14) met een elektrische uitrusting van TIBB, bouwjaar 1936, lengte 10 m, vermogen van 99 kW en plaats voor 59 reizigers. Daarna volgden Fiat-trolleybussen met elektrische uitrusting van CGE, waarvan vier uit Livorno (genummerd 15 tot 18, bouwjaar 1935, lengte 10m, vermogen 2 × 28,5 kW) en vier bijkomende uit San Remo (nummers 19 tot 22, bouwjaar 1941, lengte 10m, vermogen 2 × 55,8 kW). In 1947 bestelde de IVB zes nieuwe trolleybussen bij Gräf & Stift met elektrische uitrusting van BBC. Zij kwamen vanaf 1949 in dienst (nummers 23 tot 28), waren 10m lang, hadden een vermogen van 85 kW en boden plaats aan 63 reizigers. Bijkomend werden bij Lohner aanhangwagens besteld.

### Reizigersaantallen
In de jaren 1947 tot 1975 vervoerde de trolleybus in Innsbruck jaarlijks gemiddeld 3,57 miljoen reizigers.

Aantal trolleybusreizigers in Innsbruck 1947–1975 (x 1000)

## Tweede bedrijf (1988 - 2007)
In 1986 viel de beslissing om in de stad opnieuw trolleybussen in te voeren en meer bepaald op de overbelaste buslijnen O en R. De eerder naar voren geschoven optie voor de vertramming van deze lijnen werd verlaten omwille van te hoge kosten en gebrek aan ruimte.

### Lijnennet
Op 17 december 1988 kwam het nieuwe trolleybusnet in dienst. De, ten opzichte van de vroegere buslijnen, licht aangepaste lijnen O en R verbonden het stadscentrum (lus Hauptbahnhof - Maria-Theresien-Straße - Museumstraße) met het Olympisch dorp, respectievelijk Reichenau. Gelijktijdig met de invoering van de trolleybus, werd in de Schützenstraße in het Olympisch dorp de eerste busbaan in Innsbruck in gebruik genomen. In 1992 werd het trolleybusnet uitgebreid en lijn O werd een transversale lijn, die de vroegere lijnen L en P naar Allerheiligen en Peerhofsiedlung vervingen. In 1995 werd lijn R verlengd naar het stadsdeel Höttinger Au en verving hiermee de Westelijke tak van lijn B. Lijn O werd later verlengd naar Hötting West en een derde as tot aan de halte Technik-West, dit om een nieuwgebouwde woonwijk te kunnen bedienen.
| Lijn O | 10,2 kilometer | Olympisch Dorp - Reichenau - centrum - Höttinger Au – Allerheiligen / Peerhofsiedlung / Technik West | in de spitsuren, om de 5 minuten  |
| Lijn R | 8,4 kilometer  | Rehgasse - Höttinger Au – centrum – station – Saggen – Reichenau – Gumppstrasse                      | in de spisturen om de 7,5 minuten |

Toen er op deze lijnen steeds meer dieselbussen verschenen, werd de trolleybusexploitatie in februari 2007 volledig stilgelegd. Tegen 2018 zal lijn O, zoals reeds in de jaren 1980 gepland was, vertramd worden. Sinds 2012 bedient tramlijn 3 reeds een eerste deeltraject van de geplande Westelijke as tot in Höttinger Au.

### Voertuigen
Voor de tweede trolleybusexploitatie, bestelde de IVB tegen de opening in 1988 bij Gräf & Stift zestien gelede trolleybussen van het type GE 152 M 18 (voertuignummers 801 tot 816). Deze voertuigen met hoge vloer waren voorzien van een elektrische uitrusting van Asea Brown Boveri. Voor de netuitbreiding in 1992 werden bij dezelfde constructeur tien gelede trolleybussen met lagevloer aangekocht van het type NGE 152 M 18 (voertuignummers 817 tot 826). Het elektrisch gedeelte werd deze keer geleverd door Kiepe. Na de opheffing van het trolleybusbedrijf verhuisden de tien lagevloerbussen naar de Russische stad Vologda. Acht van de zestien trolleybussen met hoge vloer gingen naar de Bulgaarse hoofdstad Sofia (801, 802, 805, 807, 810, 814, 815 en 816) en de acht andere naar de Roemeense stad Brașov (803, 804, 806, 808, 809, 811, 812 en 813).

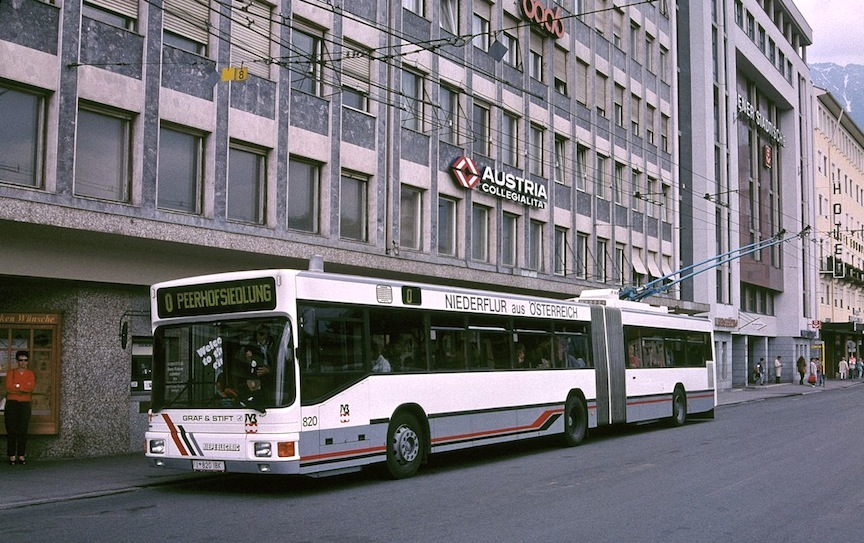
Lagevloer-trolleybus, bouwjaar 1992, Südtirolerplatz (station)
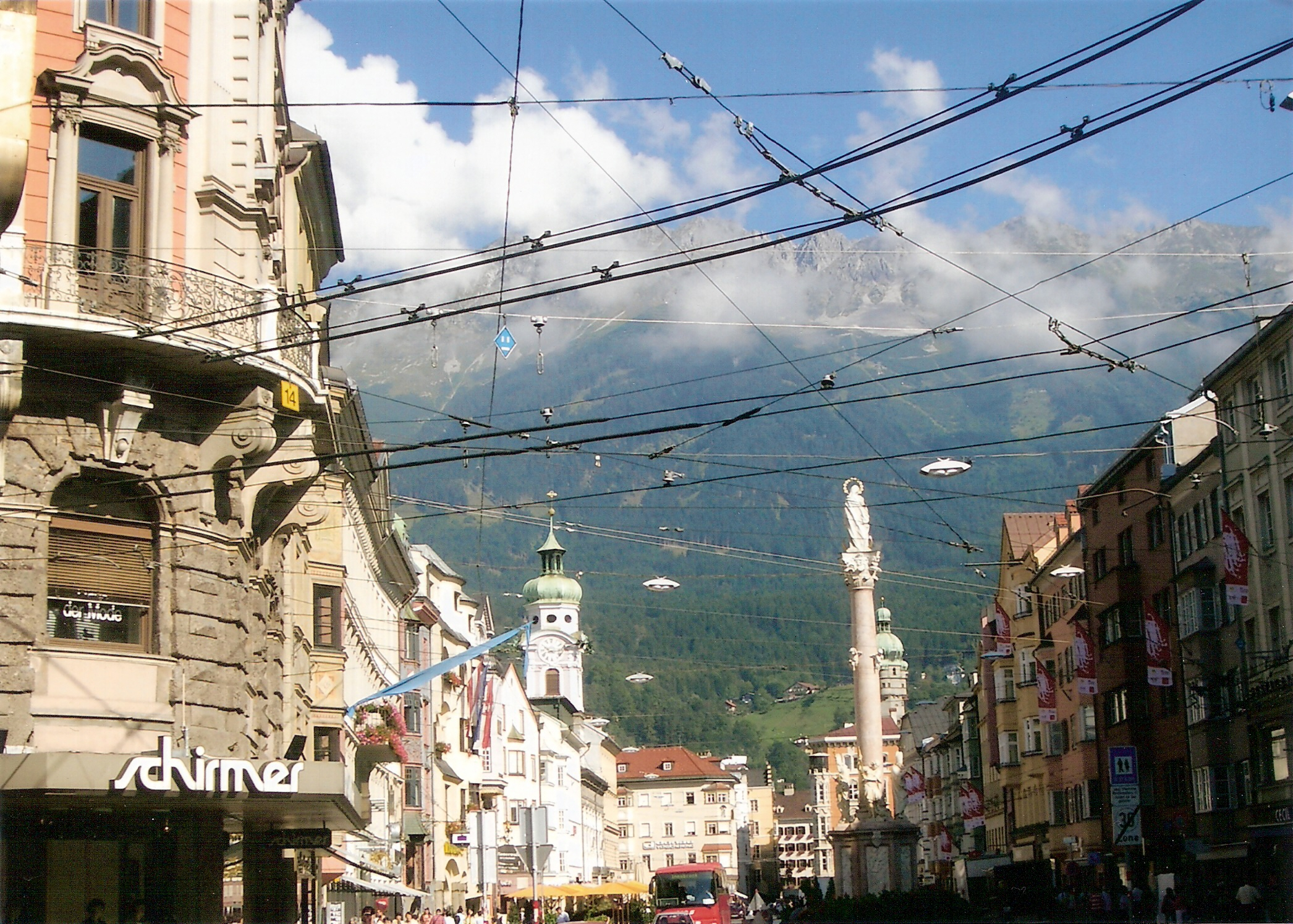
Bovenleidingen in het stadscentrum
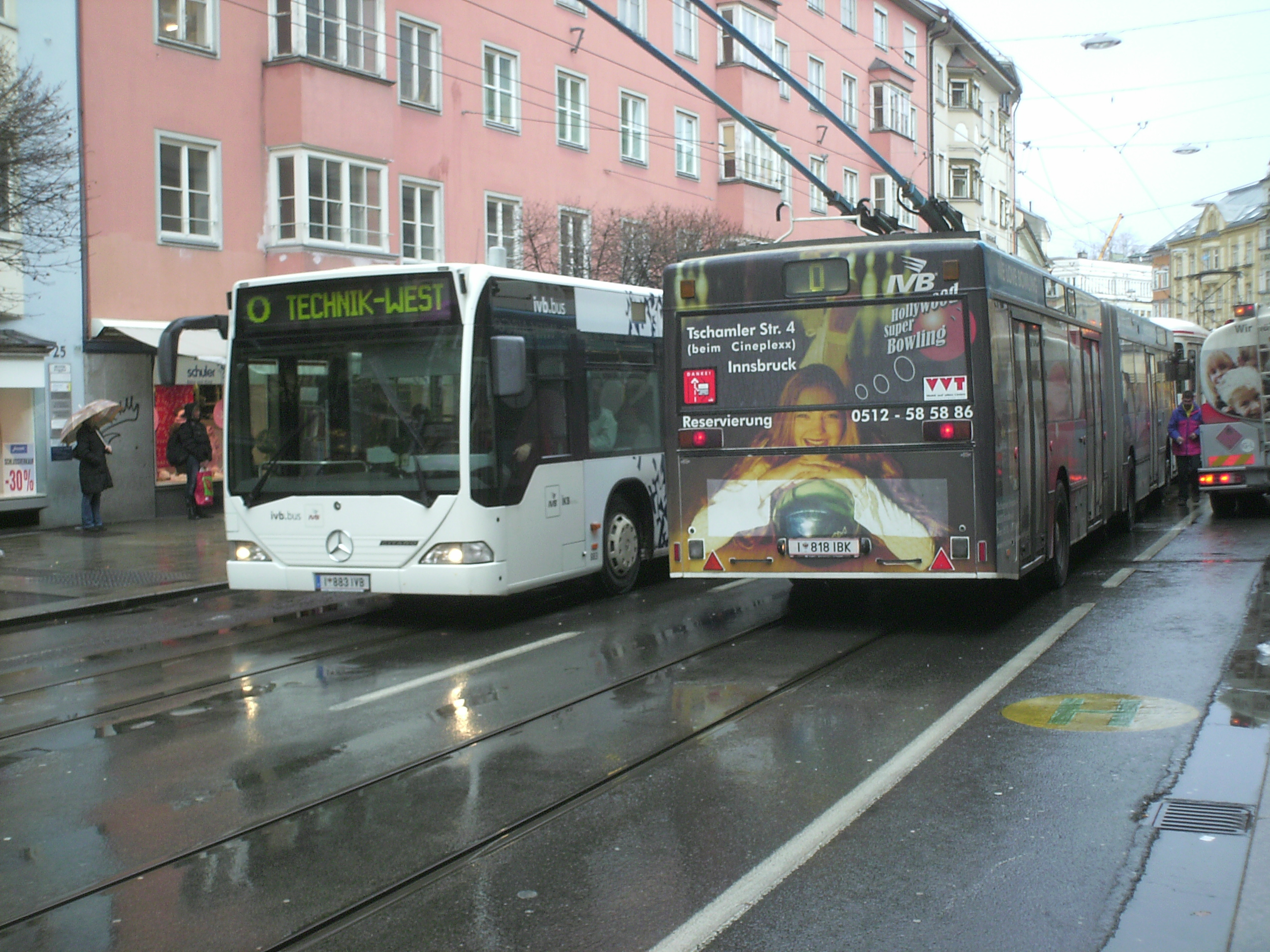
In januari 2007 werd lijn O al gedeeltelijk met dieselbussen uitgebaat
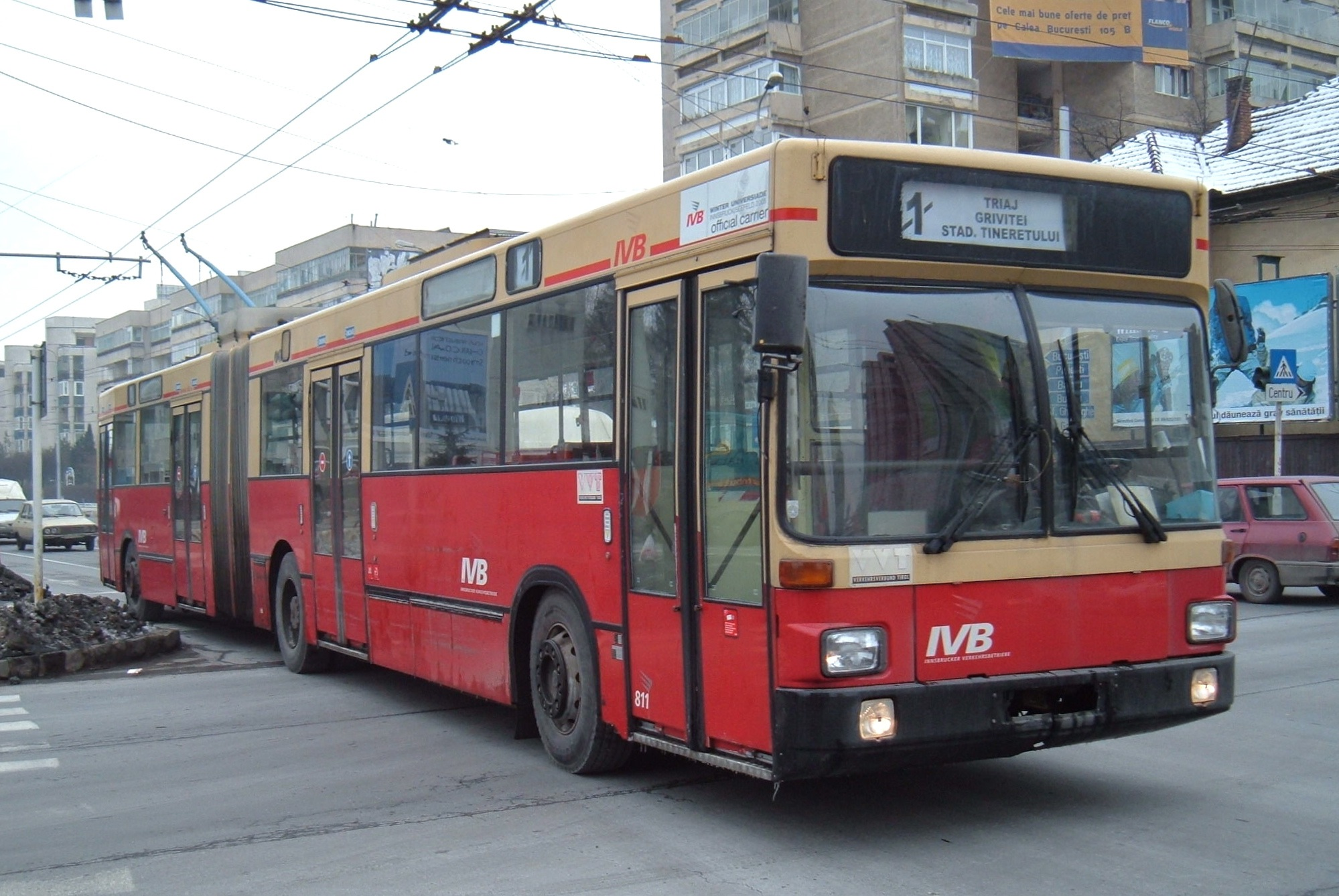
Gräf & Stift-trolleybus 811 met IVB-kleuren in Brașov
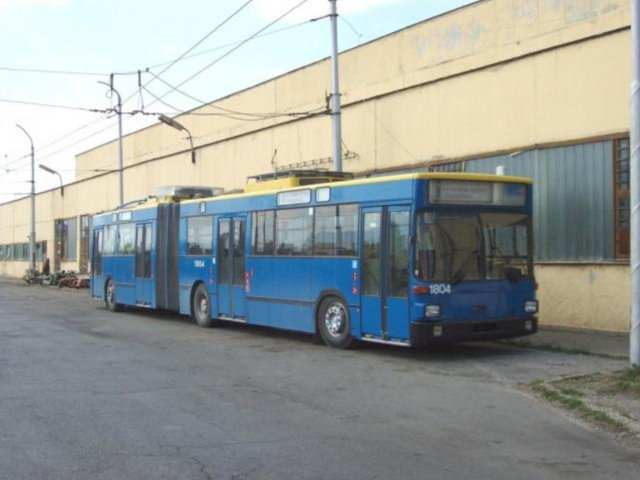
Een uit Innsbruck afkomstige trolleybus in Sofia
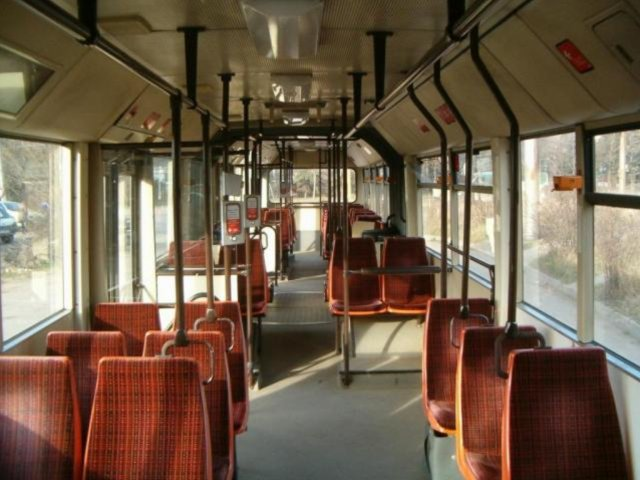
Interieur van een Gräf & Stift-trolleybus

### Reizigersaantallen
In de jaren 1996 tot 2006 was de trolleybus in Innsbruck jaarlijks goed voor circa 15,98 miljoen reizigers, meer dan de tram of bus.

Aantal trolleybusreizigers in Innsbruck 1996–2006 (x 1000)